# دونا غرانت
دونا غرانت (بالإنجليزية: Donna Grant)‏ (14 أكتوبر 1956)؛ روائية أمريكية.